# Château Sterrenberg
Le château Sterrenberg est un château en ruine situé au-dessus du village de Kamp-Bornhofen, dans le land de Rhénanie-Palatinat en Allemagne. Il forme avec le tout proche château de Liebenstein les frères ennemis même s'il n'y eut jamais de conflit armé entre les deux.

## Géographie
Le château est situé dans la vallée du Haut-Rhin moyen, classée au patrimoine mondial depuis 2002.

## Histoire
En 1034, Sterrenberg était mentionné comme un château impérial, mais la source n'est pas certaine. En 1190, le château est répertorié dans le livre de Werner von Bolanden comme un fief, avec Bornhofen.
La famille noble de Bolanden est restée en tant que seigneurs du château de Sterrenberg jusqu'à la seconde moitié du XIIIe siècle. De cette période précoce, demeurent le bergfried et le premier mur de protection intérieur.

## Source de la traduction
- (en) Cet article est partiellement ou en totalité issu de l’article de Wikipédia en anglais intitulé « Sterrenberg Castle (Rhineland) » (voir la liste des auteurs).